# Qaanaaq
Qaanaaq [qaːˈnɑːq] (nach alter Rechtschreibung K'ânâĸ; Inuktun Qaanaaq [qaːˈnɑː(q)]; dänisch Thule) ist eine grönländische Stadt im Distrikt Qaanaaq in der Avannaata Kommunia.

## Lage
Qaanaaq liegt an der Südwestküste der Halbinsel Piulip Nunaa an der Stelle, wo der Kangerlussuaq (Inglefield Bredning) durch die Abzweigung des Murchison Sund zum Ikersuaq (Hvalsund) wird. Der nächste bewohnte Ort ist das 49 km nordwestlich liegende Siorapaluk. Qaanaaq gilt als nördlichste Stadt der Welt.

## Geschichte

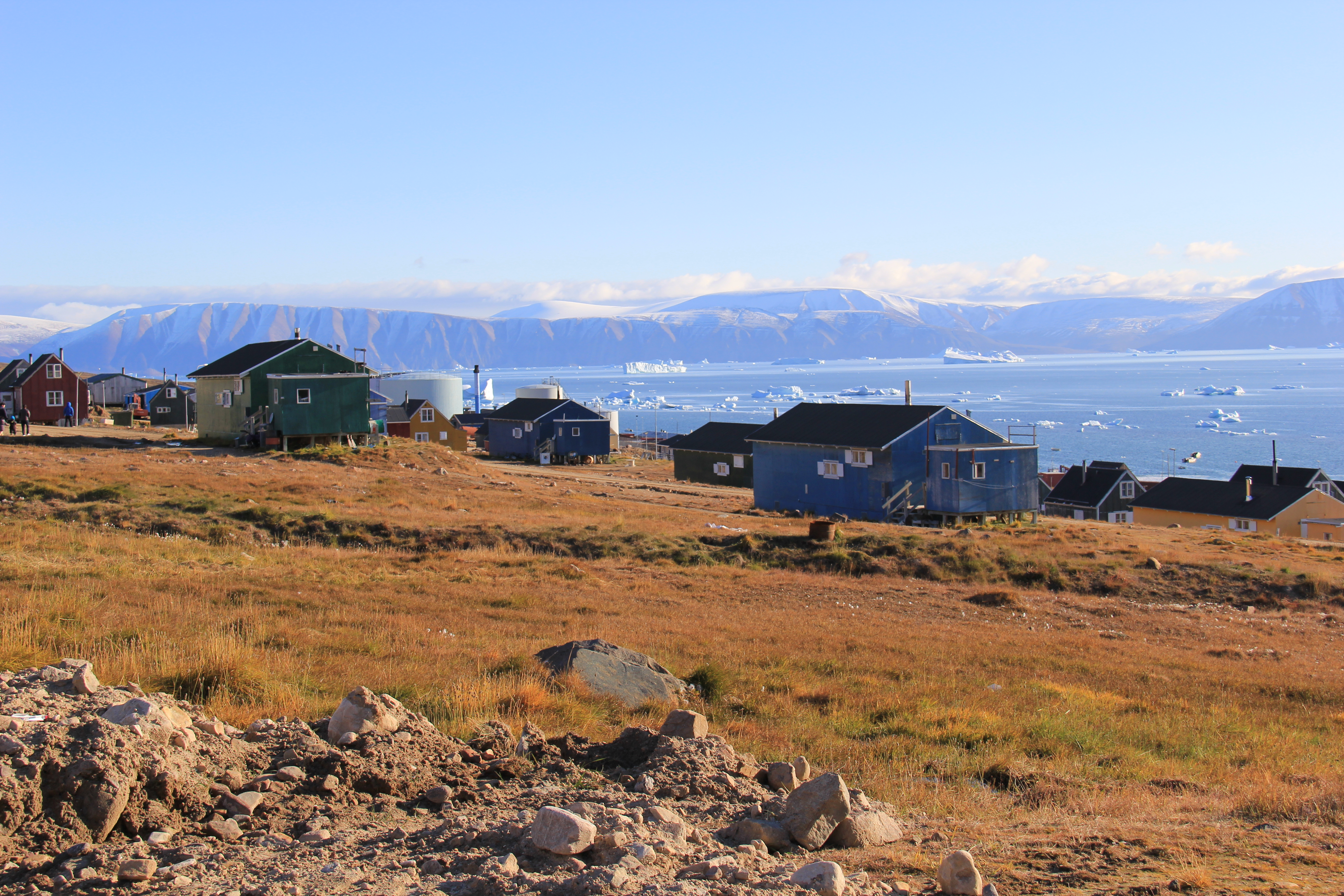
Wohnhäuser in Qaanaaq (2014)

Qaanaaq wurde im Jahr 1953 gegründet, als die Bewohner des Ortes Uummannaq der dort angelegten Thule Air Base (Pituffik) weichen mussten. Der größte Teil der Bewohner wurde dabei nach Qaanaaq umgesiedelt. Die Zwangsumsiedlung führte zu einem jahrzehntelangen Rechtsstreit mit dem dänischen Staat, bei dem Ûssarĸak K'ujaukitsoĸ eine übergeordnete Rolle für die Durchsetzung der Rechte der Inughuit spielte.
Der Name Thule stand bereits in der Antike für eine im äußersten Norden der Welt gelegene mythische Insel. Knud Rasmussen griff den Namen am Anfang des 20. Jahrhunderts auf, als er im bis dahin unkolonialisierten Nordgrönland eine Missions- und Handelsstation gründete. Bei der Umsiedlung der Inughuit 1953 wurde Thule als dänische Bezeichnung für das neugegründete Qaanaaq übernommen.
Die Kirche in Qaanaaq wurde am 21. November 1954 eingeweiht und teils mit der Ausstattung der alten Kirche aus Uummannaq eingerichtet, die 1962 nach Itilleq versetzt wurde. Qaanaaq erhielt 1954 auch ein Krankenhaus, eine Schule, ein Kraftwerk und ein Wasserwerk. In den 1960er Jahren wurden zudem ein Kinderpflegeheim, ein Altenheim und ein Jugendtreff eingerichtet. Bereits seit 1953 gab es ein Versammlungsgebäude, das auch als Kino genutzt wurde.
Qaanaaq war bis 2009 Hauptort der Gemeinde Qaanaaq, der nördlichsten Gemeinde des Landes, bevor diese im Zuge der Verwaltungsreform in die Qaasuitsup Kommunia überging, die 2018 wiederum in die Avannaata Kommunia im Norden gespalten wurde.

## Wirtschaft
Der Hauptwirtschaftszweig in Qaanaaq ist die Jagd, aber in Zukunft soll die Fischerei gestärkt werden. Die meisten Bewohner sind jedoch in der Verwaltung und in Handel und Handwerk beschäftigt. Zudem spielt der Tourismus in Qaanaaq eine größere Rolle für Abenteuertouristen, denen das traditionelle Leben der Inughuit dargestellt wird und die Landschaft und Fauna der Umgebung bei Bootsfahrten und Wanderungen erleben können. Um Qaanaaq leben Walrosse, Robben, Narwale, Rentiere und verschiedene Vogelarten.

## Infrastruktur und Versorgung

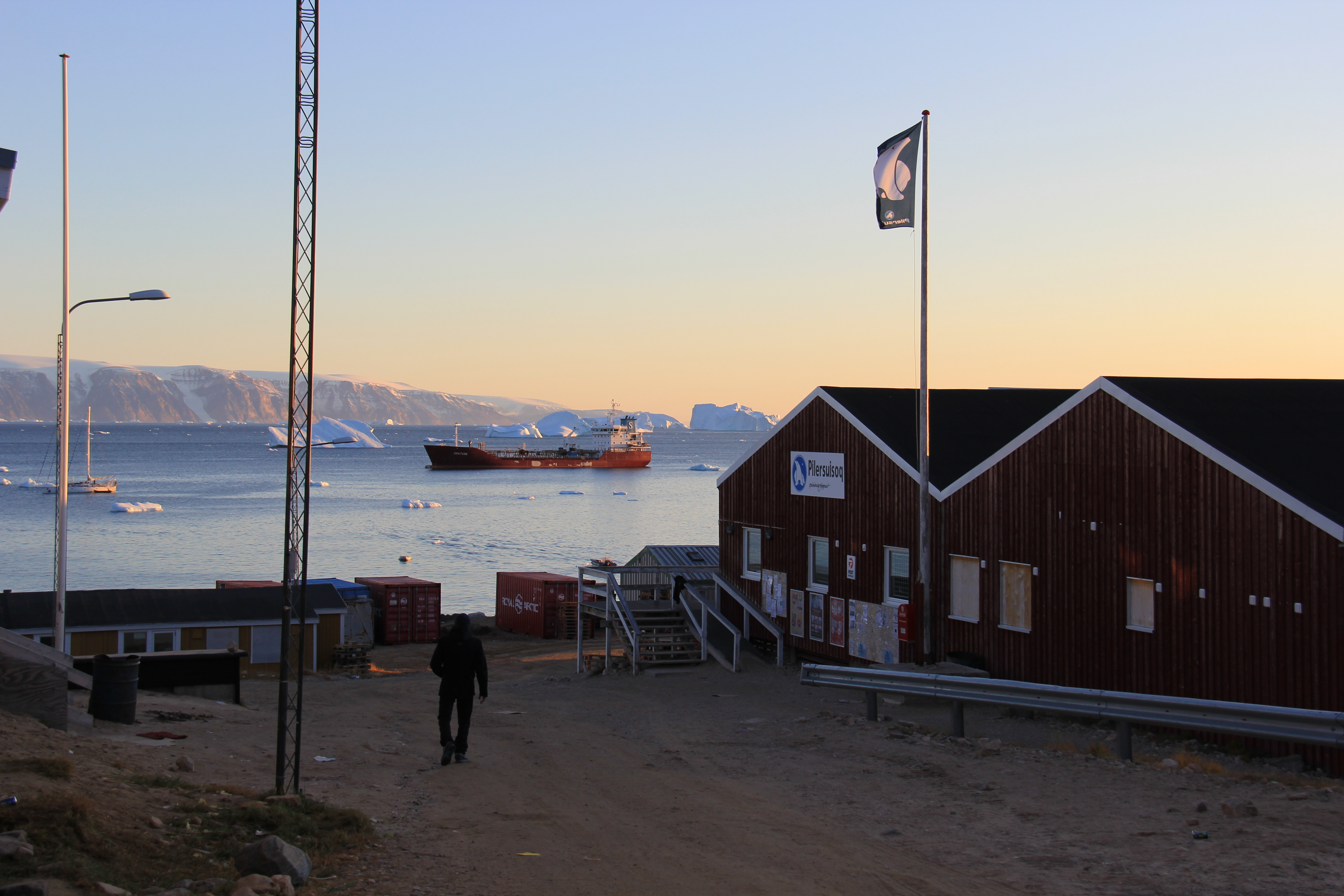
Die Pilersuisoq-Filiale in Qaanaaq (2014)

Gut vier Kilometer nordwestlich liegt der 2001 eröffnete Flughafen Qaanaaq, über den die Stadt an den grönländischen Luftverkehr angeschlossen ist. Eine Straße führt von Qaanaaq aus zum Flughafen. Sie verläuft jedoch über die zahlreichen Gletscherbäche des Qaanaaq Gletsjers und ist daher während der Eisschmelze häufig überflutet. Qaanaaq hat ein untypisch geordnetes Straßensystem aus mehreren parallel verlaufenden Wegen, gerade im jüngeren Westteil der Stadt. Die Straßen in Qaanaaq sind jedoch in schlechtem Zustand und nicht asphaltiert. Der Verkehr in der näheren Umgebung erfolgt meist mit Schneemobilen und Hundeschlitten. Qaanaaq hat keinen Hafen, der direkt angefahren werden kann, weswegen die Boote direkt am Strand liegen.
Das staatliche Versorgungsunternehmen Nukissiorfiit ist für die Strom-, Wasser- und Wärmeversorgung in Qaanaaq zuständig. Die Stromgewinnung erfolgt über ein Ölkraftwerk, dessen Restwärme zusammen mit Ölöfen die Wärmeversorgung gewährleistet. Die Wasserversorgung gelingt im Sommer mittels Oberflächenwasser und im Winter durch das Schmelzen von Eis. Es gibt wie in den meisten Orten Grönlands kein Abwassernetz in Qaanaaq. Müll wird westlich der Stadt deponiert. TELE Greenland gewährleistet die telekommunikative Anbindung von Qaanaaq.

## Bebauung

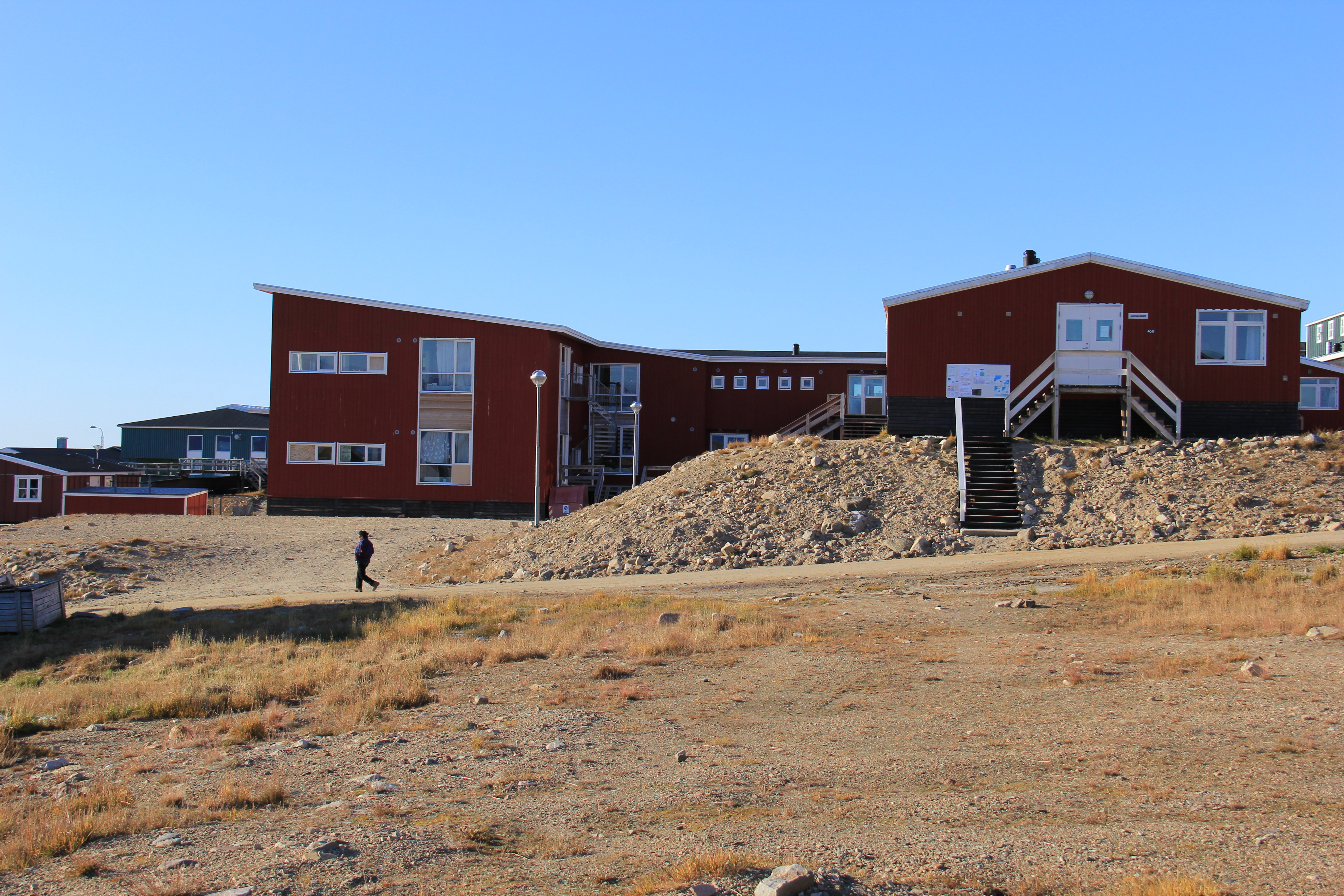
Die Avanersuup Atuarfia in Qaanaaq (2014)

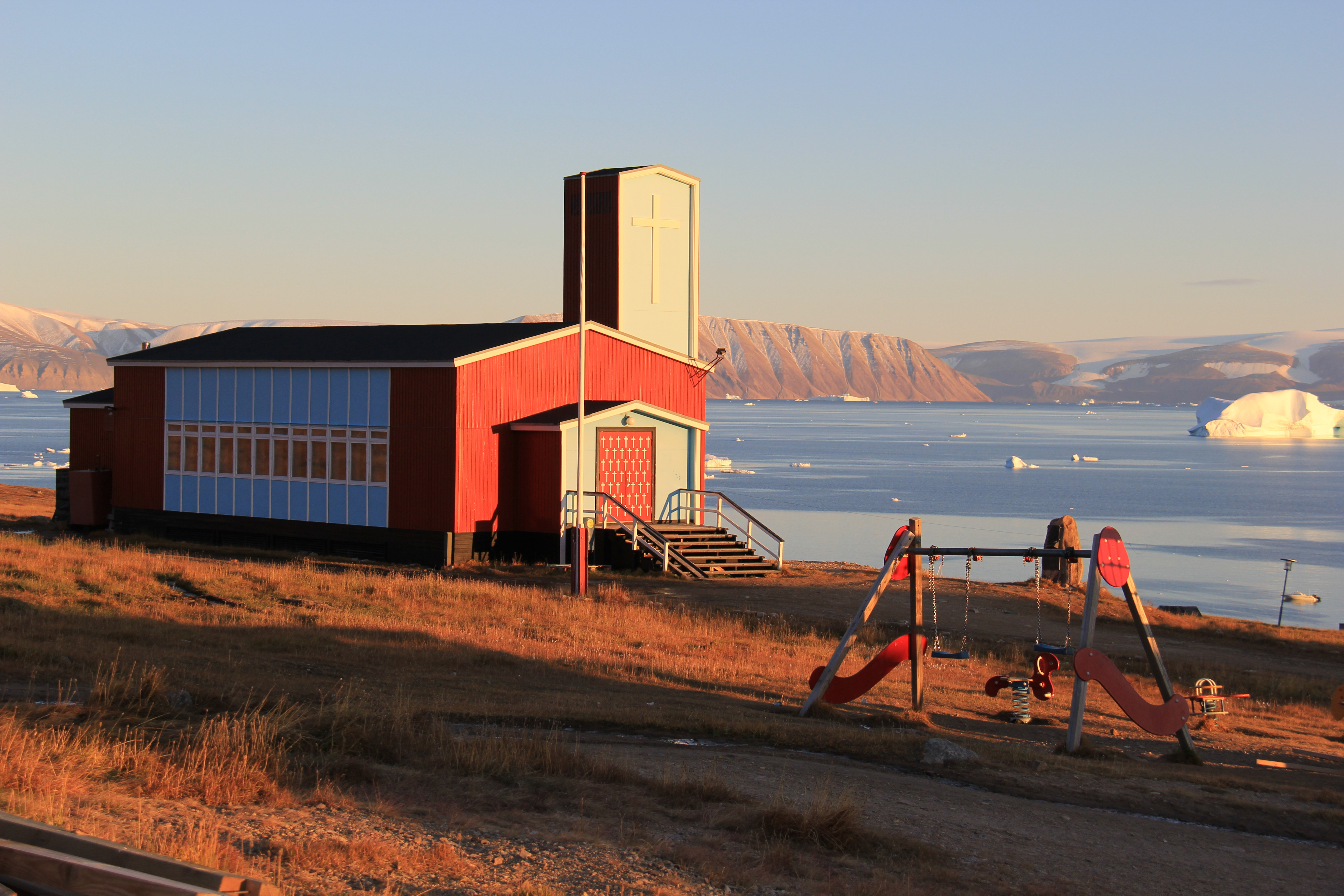
Die Kirche von Qaanaaq (2014)

In der Schule in Qaanaaq, der Avanersuup Atuarfia, werden etwa 120 Schüler in den Jahrgangsstufen 1 bis 10 unterrichtet. Die Schule beinhaltet zudem eine Bibliothek und zu ihr gehört ein Schulheim. Es gibt eine Berufsschule, ein Altenheim und eine Kinderkrippe. In der Stadt gibt es zudem eine Filiale der Supermarktkette Pilersuisoq, die die Bewohner mit Gütern versorgt, sowie ein im Tourismusbüro untergebrachtes Kunsthandwerksgeschäft. Für den Tourismus gibt es zudem ein kleines Hotel, ein Restaurant und das Qaanaaq-Museum, das sich der Geschichte des äußersten Nordens Grönlands sowie den Thule-Expeditionen Knud Rasmussens widmet. Weiterhin stehen in Qaanaaq eine Sporthalle, ein Versammlungsgebäude, eine Kirche und ein kleines Krankenhaus sowie ein Servicegebäude mit Sanitärräumen. In Qaanaaqs Zentrum befindet sich zudem ein Erdmagnetfeldobservatorium.
Im Dezember 2018 wurde ermittelt, dass etwa 30 % der Gebäude in Qaanaaq teils oder irreparabel beschädigt sind und renoviert oder abgerissen werden müssen, weil deren Bauweise mit den Anforderungen, die der Permafrostboden stellt, unvereinbar ist.

## Trivia
Qaanaaq wird in Matthias von Guntens Dokumentarfilm ThuleTuvalu aus dem Jahr 2015 thematisiert, der die Auswirkungen des Klimawandels auf die Inuit und die flachen Inseln Ozeaniens behandelt.

## Söhne und Töchter
- Ivalo Egede (1956–2020), Unternehmerin und Beamte
- Vittus Qujaukitsoq (* 1971), Politiker (Nunatta Qitornai)

## Bevölkerungsentwicklung
Qaanaaq ist trotz seiner Abgeschiedenheit in Grönland eine der am stärksten wachsenden Städte des Landes. Die Einwohnerzahl hat sich zwischen dem Ende der 1970er Jahre und dem Ende der 1990er Jahre beinahe verdoppelt und ist seitdem relativ gleich geblieben.